# Agalinis gypsophila
Agalinis gypsophila là loài thực vật có hoa thuộc họ Cỏ chổi. Loài này được B.L.Turner mô tả khoa học đầu tiên năm 1986.